# ناحية زرنة
ناحية زرنة (بالفارسية: بخش زرنه) هي ناحية في مقاطعة إيوان التابعة لمحافظة إيلام في إيران. في تعداد عام 2006، كان عدد سكانها 9,522 نسمة في 1,959 عائلة. في الناحية مدينة واحدة هي مدينة زرنة وفيها قسمان ريفيان: قسم كلان الريفي وقسم زرنة الريفي.